# مركز سانت جورج بارك الوطني لكرة القدم
سانت جورج بارك (بالإنجليزية: St George's Park National Football Centre)‏ هو المركز الوطني لكرة القدم التابع للاتحاد الإنجليزي لكرة القدم والذي تم بناؤه على مساحة 330 فدانًا (130 هكتارًا) في بورتون أبون ترينت ، ستافوردشاير. تم افتتاح المركز رسميًا من قبل دوق ودوقة كامبريدج في 9 أكتوبر 2012.

## روابط خارجية
- الموقع الرسمي